# Jakob Ludwig Salomon Bartholdy

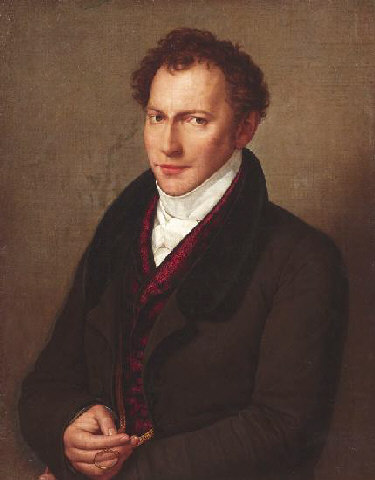
Jakob Ludwig Salomon Bartholdy (Gemälde von Carl Joseph Begas, um 1824)

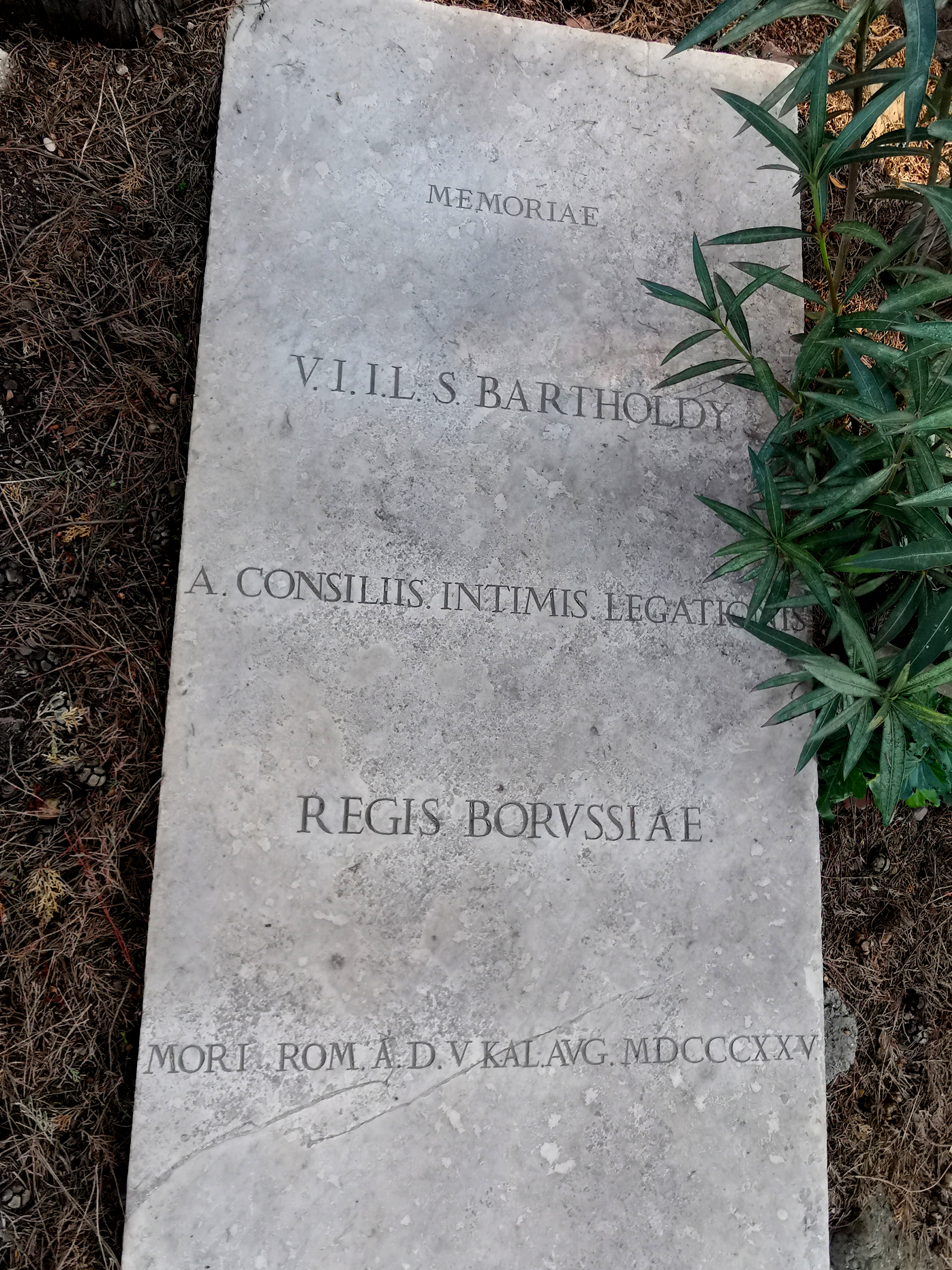
Grab auf dem Nichtkatholischen (Protestantischen) Friedhof Rom

Jakob Ludwig Salomon Bartholdy (* 13. Mai 1779 in Berlin; † 27. Juli 1825 in Rom) war ein preußischer Diplomat.
Jakob Ludwig Salomon war der Sohn des Berliner Bankiers Jehuda Levin Salomon (1738–83) und dessen Ehefrau Bella Itzig (1749–1824), eine Tochter des preußischen Hoffaktors Daniel Itzig und der Mirjam Wulff (1727–1788). Seine Schwester Lea Mendelssohn Bartholdy war die Mutter der Komponistin Fanny Mendelssohn Hensel, des Komponisten Felix Mendelssohn Bartholdy, der Sängerin Rebecka Mendelssohn Dirichlet und des Bankiers Paul Mendelssohn Bartholdy.
Er studierte ab 1796 Rechtswissenschaften in Halle, Erlangen und Königsberg, worauf er sich anschließend allgemeineren Studien widmete. Seit 1801 hielt er sich mehrere Jahre in Paris auf, bereiste dann Italien und gemeinsam mit dem Archäologen Georg Christian Gropius Griechenland, seine Eindrücke schilderte er in seinem Buch Bruchstücke zur nähern Kenntnis des heutigen Griechenland (Berlin 1805). 1805 wurde er in Dresden Protestant und nahm – wie vorher schon seine verwitwete Mutter – an Stelle des ursprünglichen Namens Salomon (der nun zu seinem dritten Vornamen wurde) den Familiennamen Bartholdy an.
Im fünften Koalitionskrieg gegen Napoleon kämpfte Bartholdy 1809 auf Seiten Österreichs als Oberleutnant in der Wiener Landwehr. Über diese Zeit berichtet er in seiner Schrift Der Krieg der Tiroler Landleute im Jahr 1809 (Berlin 1814).
1813 wurde Bartholdy in der Kanzlei des Staatskanzlers von Hardenberg angestellt, begleitete ihn 1814 nach Paris, 1815 nach London und zum Wiener Kongress. Unterwegs machte er die Bekanntschaft des Kardinals Ercole Consalvi, mit dem er in Verbindung blieb und dessen Biographie er schrieb (Stuttgart 1824).
1815 wurde er preußischer Generalkonsul in Rom. 1818 wohnte er dem Aachener Kongress bei und wurde als Geheimer Legationsrat zusätzlich Geschäftsträger am toskanischen Hof in Florenz.
1825 pensioniert, starb er am 27. Juli desselben Jahres in Rom und wurde auf dem Protestantischen Friedhof bei der Cestius-Pyramide beigesetzt.
Bartholdy wurde vor allem als Kunstkenner bekannt. 1815 ließ er einen Raum des von ihm angemieteten Palazzo Zuccari mit Fresken von Peter von Cornelius, Friedrich Overbeck, Wilhelm von Schadow und Philipp Veit zur Josephsgeschichte schmücken. Die Fresken der „Casa Bartholdy“, die 1867 von der Familie Zuccari an die Alte Nationalgalerie in Berlin verkauft wurden, gelten als ein Hauptwerk der Nazarenischen Kunst. 1904 erwarb die Mäzenin Henriette Hertz den Palast; heute befindet sich hier die Bibliotheca Hertziana.
Salomon Bartholdys wertvolle Sammlung von etrurischen Vasen, Bronzen, Elfenbein- und Majolikabildern etc. wurde für das Alte Museum in Berlin erworben.

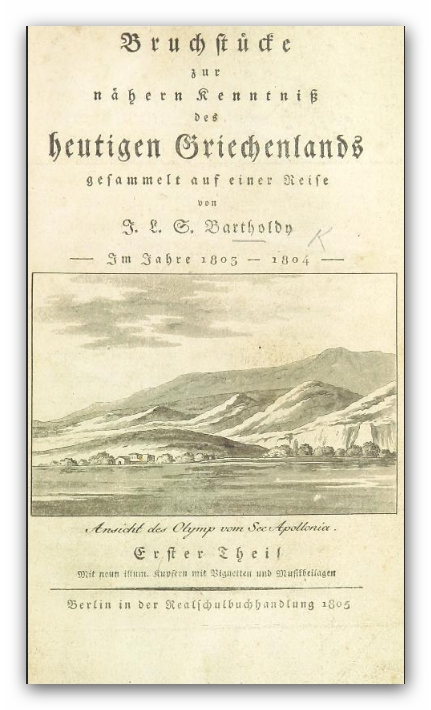
Titelblatt